# Centrální region
Centrální region (maltsky Reġjun Ċentrali) je jedním z pěti regionů Malty. Region se rozkládá v centrální části ostrova Malta. Region sousedí se Severním, Jižním a Jihovýchodním regionem.
Byl vytvořen zákonem č. XVI z roku 2009 z části regionu Malta Majjistral.

## Subdivize

### Lokální výbor
Centrální region zahrnuje 13 lokálních výborů:
- Attard - zahrnuje oblasti Ħal Warda, Misraħ Kola, Sant'Anton a Ta' Qali.
- Balzan
- Birkirkara - zahrnuje oblasti Fleur-de-Lys, Swatar, Tal-Qattus, Ta' Paris a Mrieħel.
- Gżira - zahrnuje oblast Manoelův ostrov.
- Iklin
- Lija - zahrnuje oblast Tal-Mirakli.
- Msida - zahrnuje oblasti Swatar a Tal-Qroqq.
- Pietà - zahrnuje oblast Gwardamanġa.
- San Ġiljan
- San Ġwann - zahrnuje oblasti Kappara, Mensija, Misraħ Lewża a Ta' Żwejt.
- Santa Venera - zahrnuje části Fleur-de-Lys a Mrieħel
- Sliema - zahrnuje oblasti Savoy, Tigné, Qui-si-Sana a Fond Għadir.
- Ta' Xbiex